# محرم بك (الإسكندرية)
محرم بك هي أحد الأقسام التابعة لحي وسط الإسكندرية شمال مصر، يتبعه عشرة شياخات إدارية، كان قبل ثورة 1952 يعتبر حي الطبقة الأرستقراطية حيث تنتشر بالحي القصور والفيلات كما أنه متاخم لمحطة السكة الحديد عن طريق شارع محرم بك الرئيسي، سُمي بهذا الاسم نسبة إلى محرم بك صهر محمد علي باشا، من مواليد سنة 1795 في مصر بقرية الميمونة وتربى بمدينة قولة اليونانية، وتزوج من تفيدة هانم كريمة محمد علي باشا، وظل يشغل منصب محافظ الإسكندرية حتى وفاته في 20 ديسمبر 1847، وظل قائداً للأسطول البحري المصري حتى سنة 1826، وقبلها شغل منصب محافظ الجيزة. ودفن بمسجد النبي دانيال، وتقديرا لمجهوداته وبطولاته أُطلق اسمه على أحد أحياء الإسكندرية.

## الشياخات التابعة
يتكون قسم محرم بك من عشرة شياخات إدارية هي:
- شياخة أمبروزو.
- شياخة الباب الجديد شرق.
- شياخة الباب الجديد غرب.
- شياخة بوالينو.
- شياخة راغب باشا.
- شياخة الصبحية.
- قرية أبيس 7 الرئيسية.
- قرية أبيس 8 الرئيسية.
- قرية أبيس 10 الرئيسية.
- البر القبلي.

## أهم المعالم
- ستاد الإسكندرية.
- كلية العلوم.
- قصر البارون منشا.
- مدرسة العباسية الثانوية.[4]
- قنصلية الصين بالإسكندرية.
- متحف الفنون الجميلة بالاسكندرية.
- مكتبة بلدية الإسكندرية.
- محكمة كرموز.
- مسجدي أولاد الشيخ.
- كنيسة مارجرجس والأنبا أنطونيوس.
- ميدان الرصافة.
- ميدان الجمهورية.
- موقف محرم بك.[5]

## معرض الصور

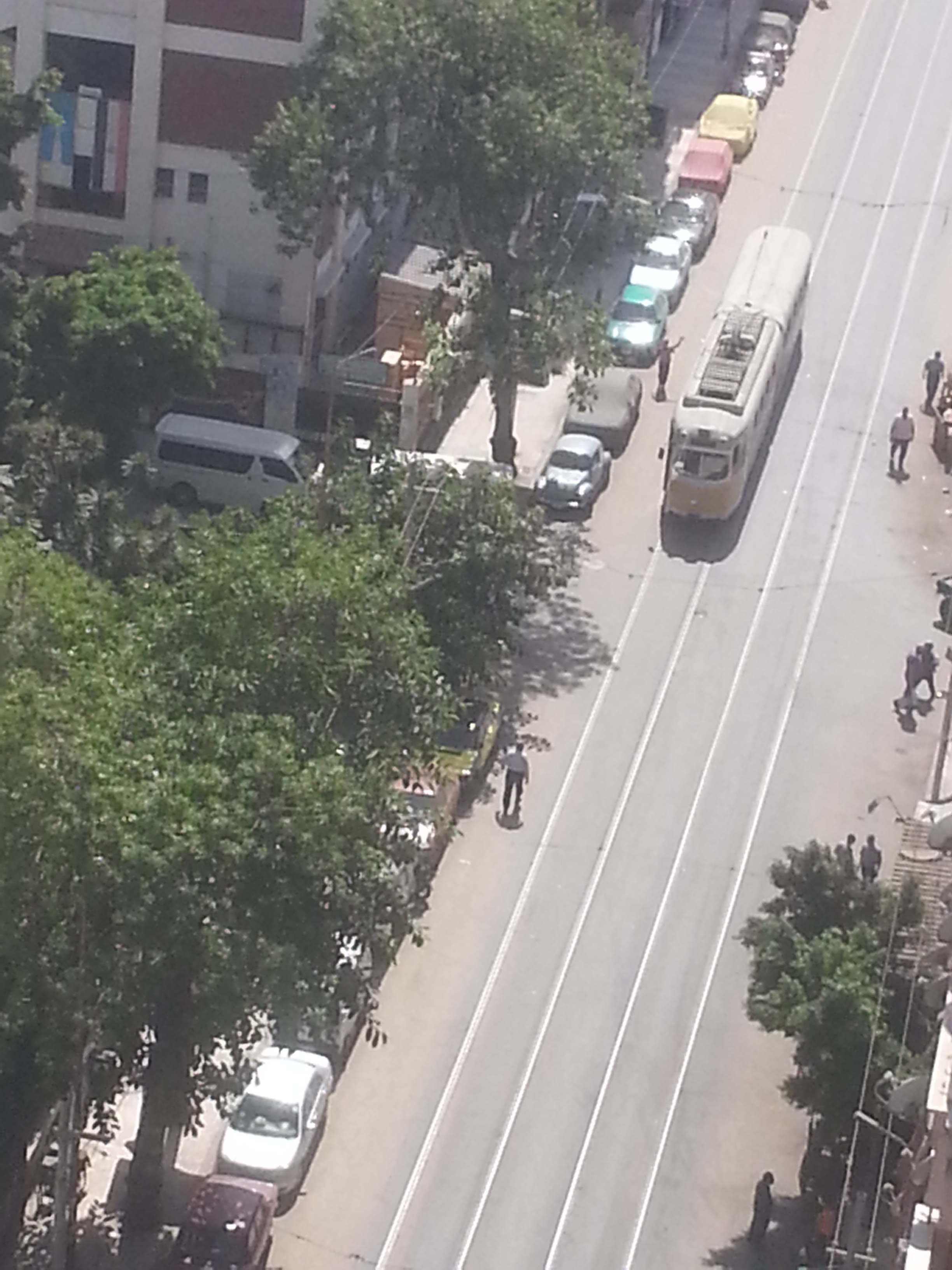
الترام بشارع محرم بك الرئيسي
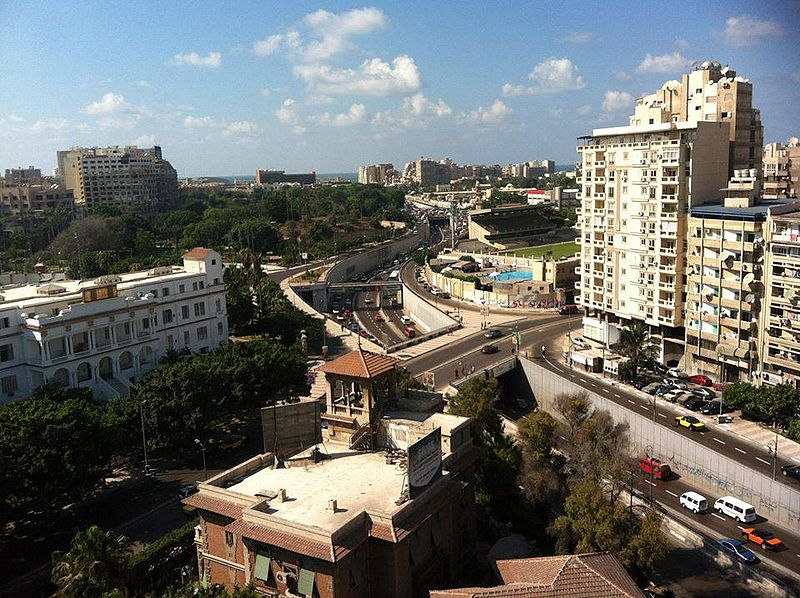
أبور المياة
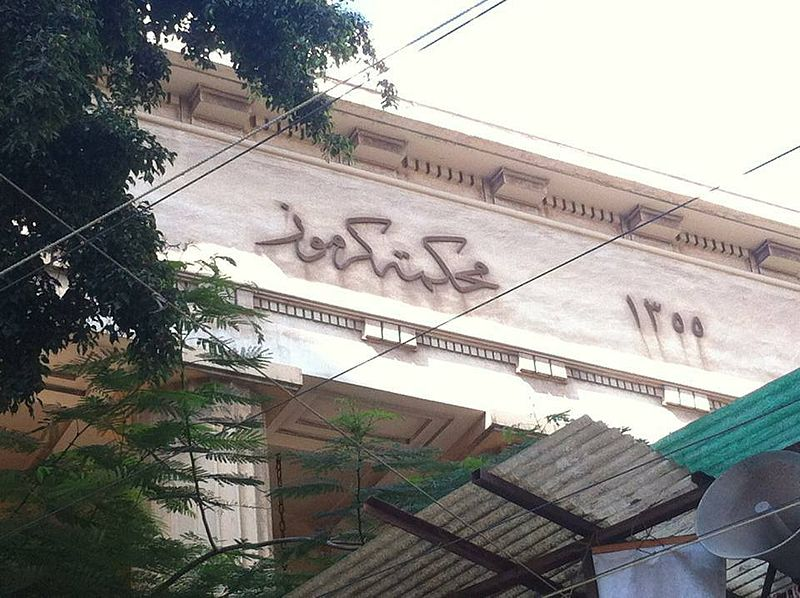
محكمة كرموز
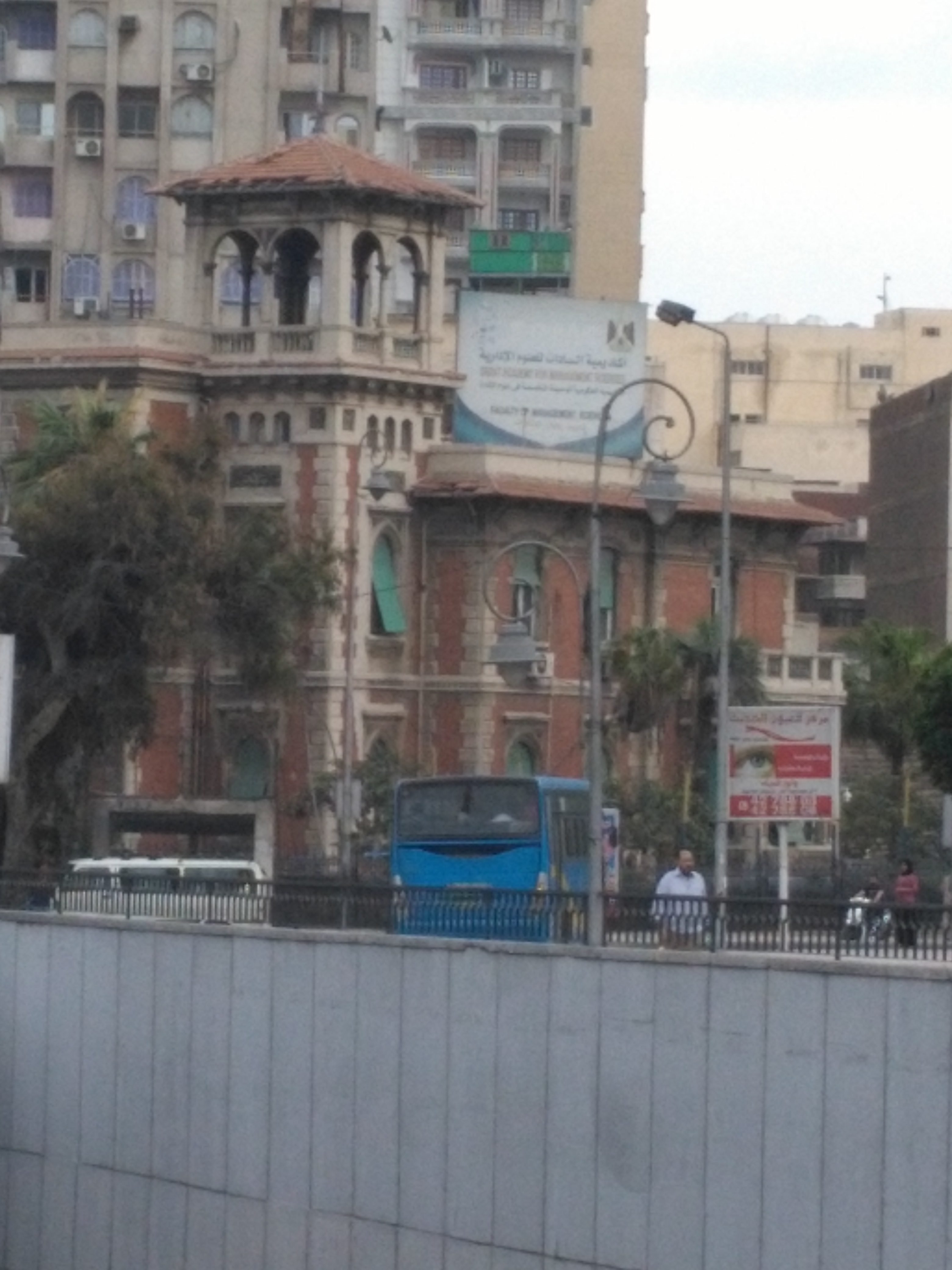
أكاديمية السادات للعلوم الإدارية
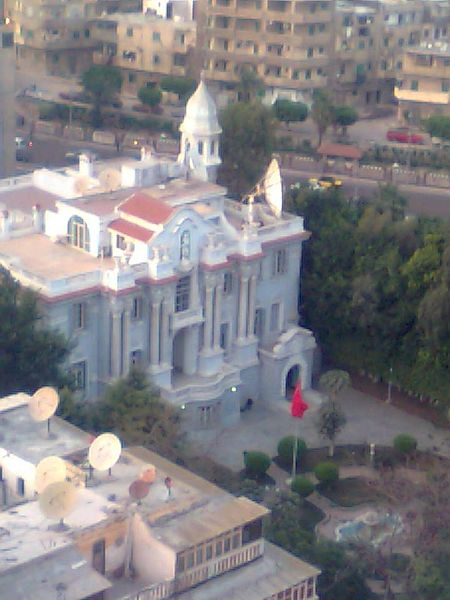
القنصلية الصينية من الداخل
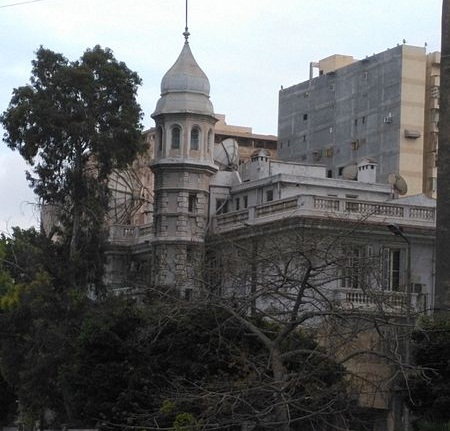
القنصلية الصينية من الخارج
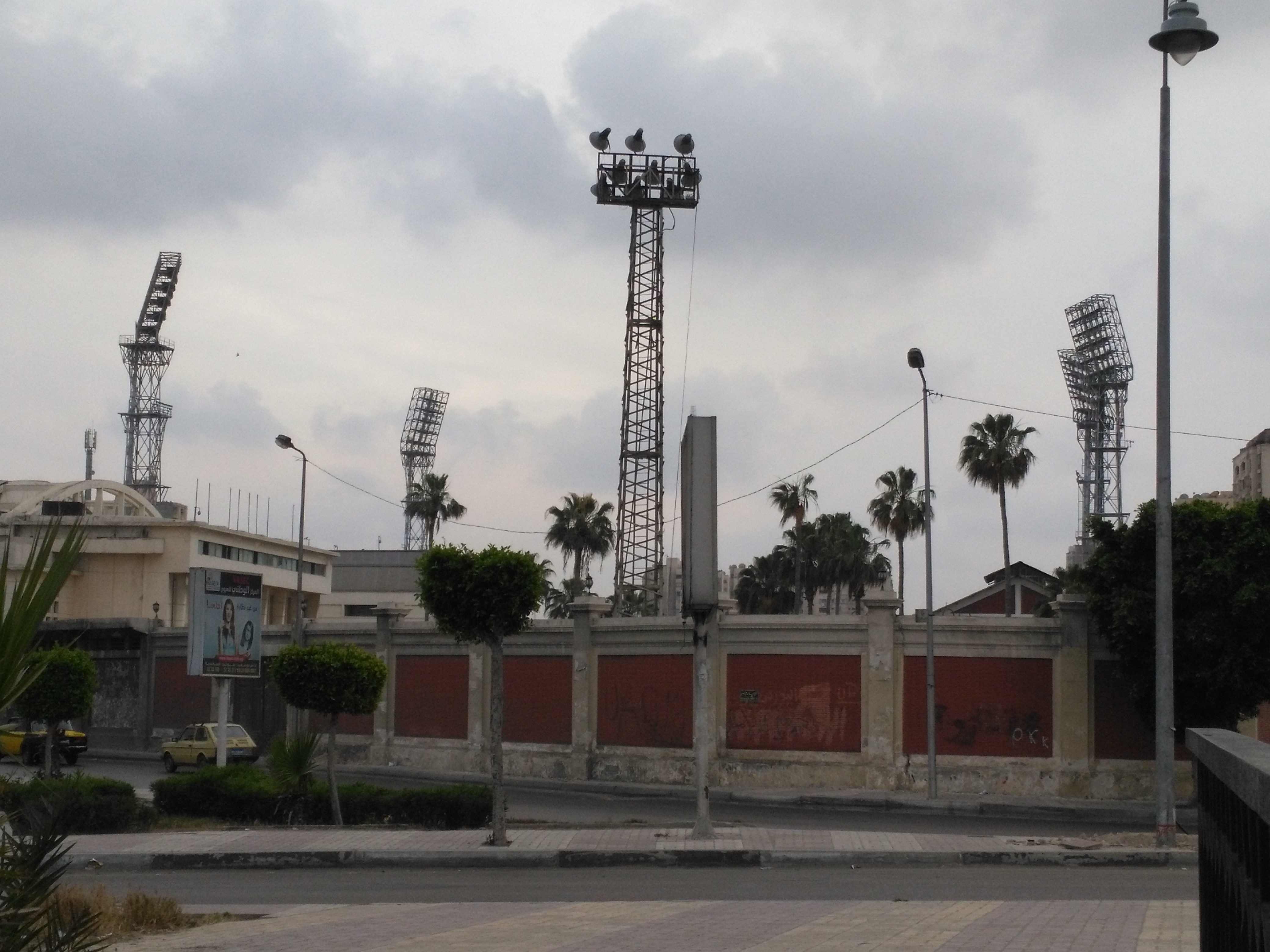
ستاد الإسكندرية
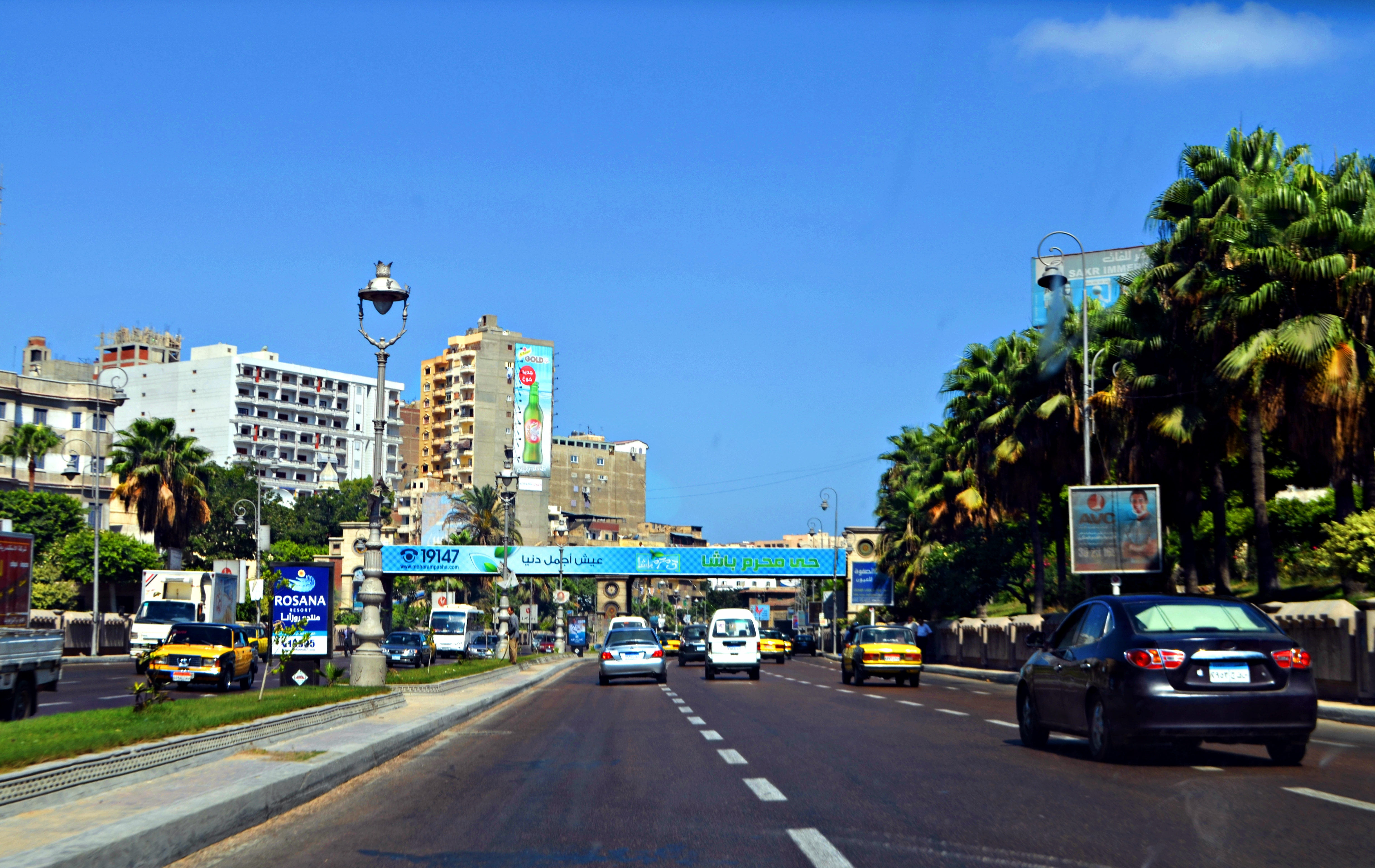
شارع قناة السويس
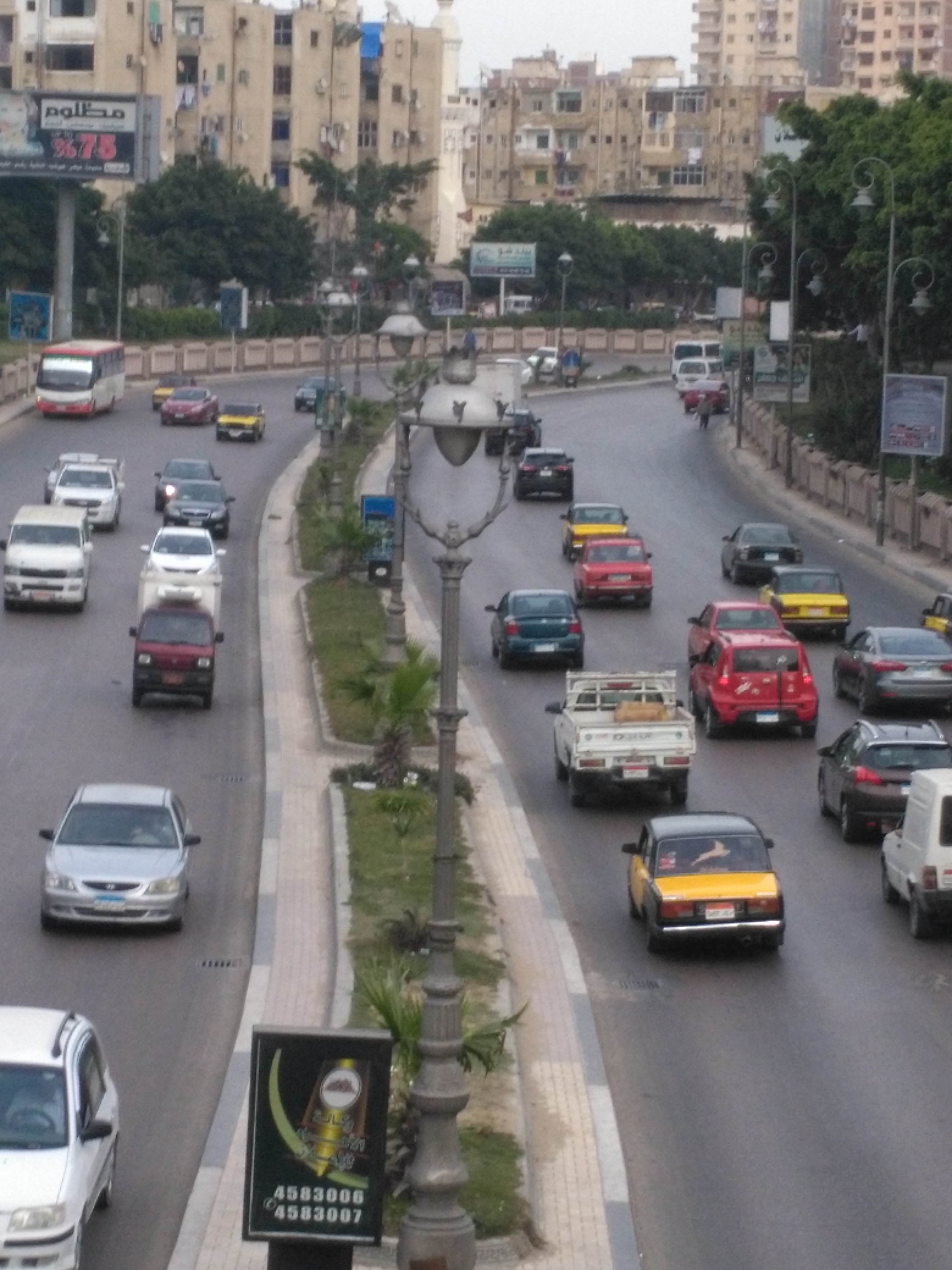
شارع قناة السويس عند جسر المشاة
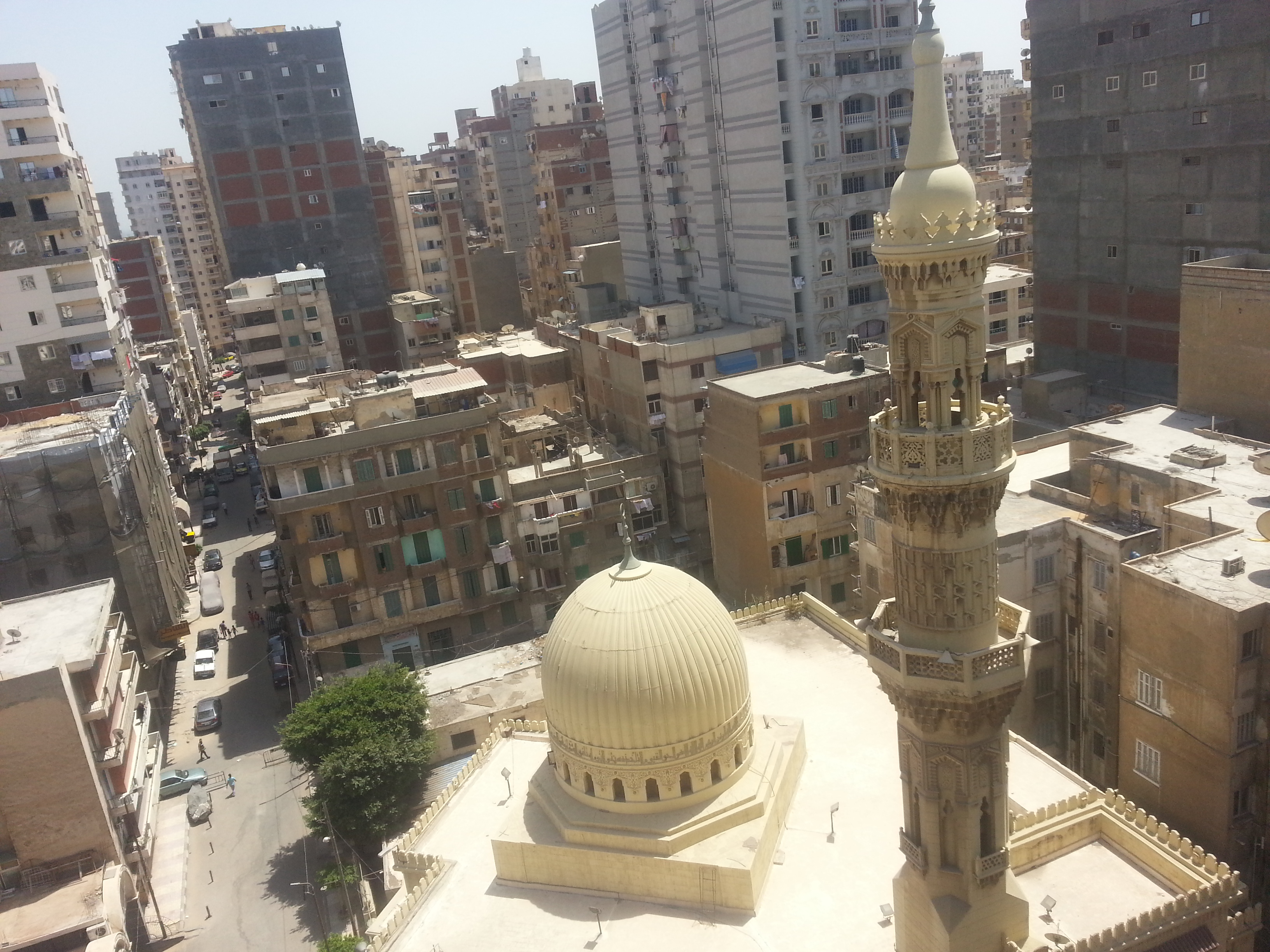
مسجد أولاد الشيخ
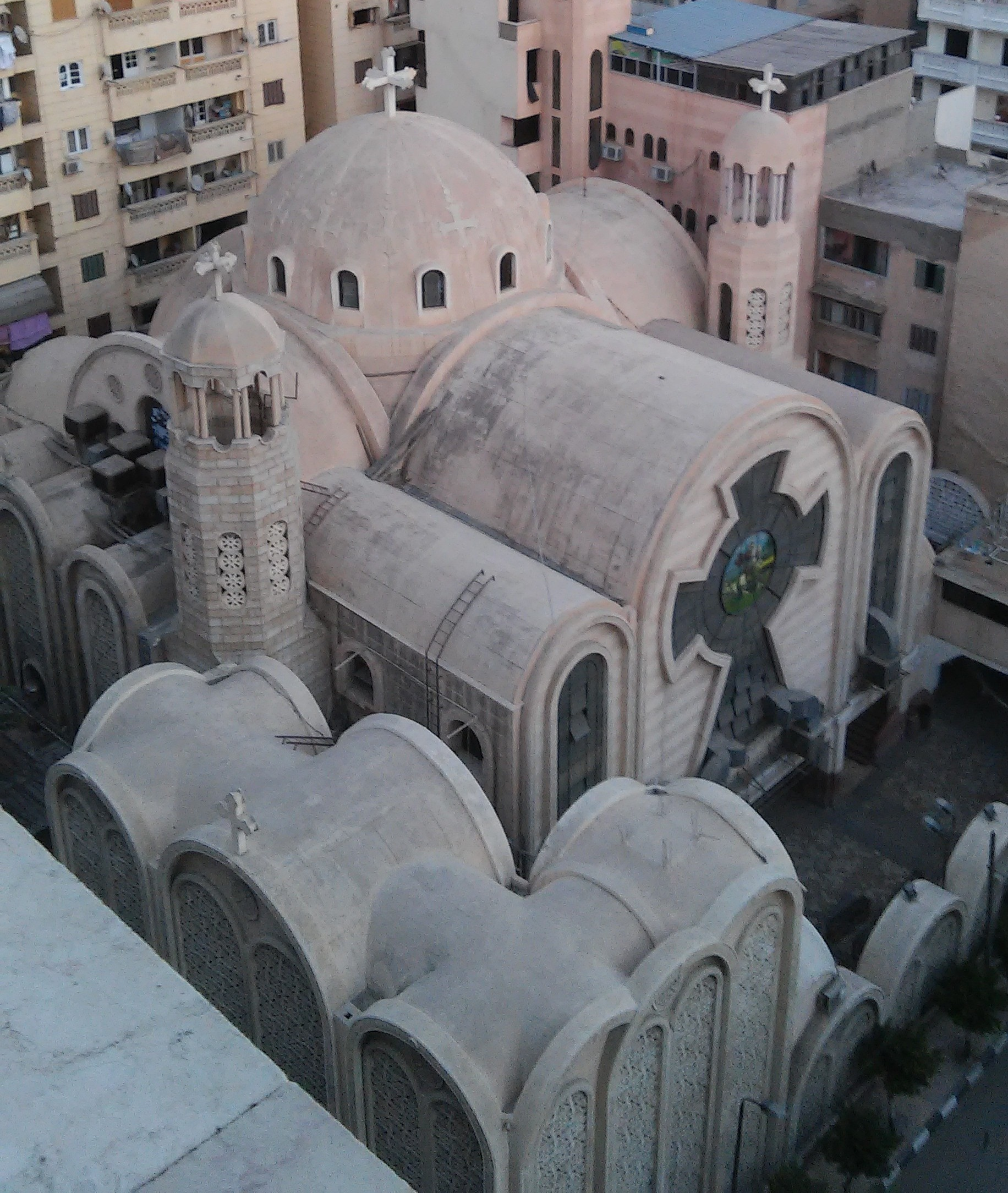
كنيسة مارجرجس
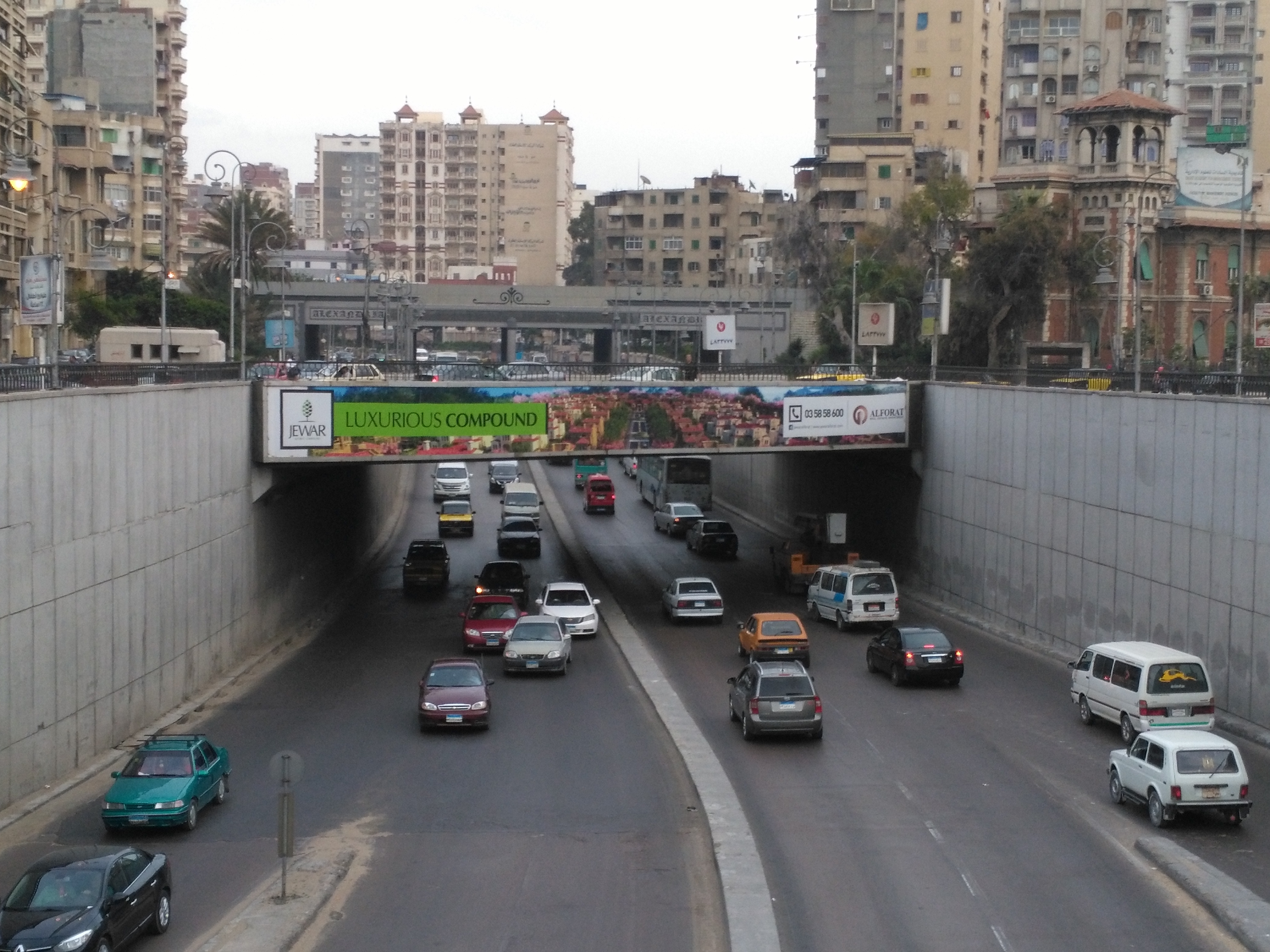
نفق شارع قناة السويس عند جسر السكة الحديد